# Rotharit
Rotharit est un noble lombard d'Italie qui fut le dernier duc de Bergame et qui se proclama roi des Lombards en 702.

## Biographie
Avec plusieurs nobles dont Ansprand, duc d'Asti et futur roi lombard, Rotharit soutient en 700 le jeune roi Liutpert contre les prétentions du prince Raginpert, duc de Turin et fils du roi Godepert ; Raginpert réussit à les vaincre près de Novare et à s'emparer du pouvoir avant de mourir quelques mois plus tard en 700 ou 701. 
Rotharit se révolte alors contre Aripert, jeune fils et successeur du roi Raginpert, mais, de nouveau battu dans la région de Pavie, capitale lombarde, il décide de se retrancher dans son fief, à Bergame, où il s'autoproclame roi. Il est alors rejoint par le roi Aripert qui mit le siège devant la ville. Selon Paul Diacre, Aripert prit Bergame sans grande difficulté, grâce à l'utilisation de béliers et de machines de guerre variées, et captura Rotharit ; la tête et la barbe rasées (un déshonneur pour un noble lombard), ce dernier fut envoyé en exil à Turin où il fut assassiné quelques jours plus tard (702).
Le duché de Bergame (it) fut alors supprimé.

## Source primaire
- Paul Diacre, Histoire des Lombards, Livre VI, 18–20.